# Adamas (miejscowość)
Adamas (gr. Αδάμαντας Μήλου) – miejscowość na greckiej wyspie Milos. Populacja wynosi 1 100 osób. Główny port na wyspie.